# Леа Голдберг
Леа Голдберг (на иврит: לאה גולדברג; на литовски: Lea Godberg, Lija Goldbergaitė‎) е израелска поетеса, писателка, драматург, литературна преводачка и изследователка в областта на сравнителното литературознание. Текстовете ѝ са смятани за класики в израелската литература.

## Биография
Леа Голдберг е родена в израелско-литовско семейство от Каунас. Майката на Голдберг обаче ражда Леа в близкия германски град Кьонигсберг (днес Калининград, Русия), където се предлагали по-добри медицински условия за раждане. Когато била питана за родния си град, Леа Голдберг често отговаряла Каунас вместо Кьонигсберг.
При избухването на Първата световна война семейството на Леа, тогава тригодишна, бяга към Руската империя, където прекарва следващата година в тежки условия. В Русия майката на Леа ражда момче, Имануел, който обаче умира преди да навърши годинка.
Според автобиографични сведения на Голдберг от 1938 година, когато през 1919 година семейството се върнало в Каунас, литовският граничен контрол ги спира и обвинява бащата, че е „болшевишки шпионин“. Заключват го в изоставена конюшня наблизо и всеки ден в продължение на седмица го малтретират, готвейки се да го екзекутират и отменяйки решението си в последния момент. Когато най-сетне граничната полиция пуска семейството да си ходи, бащата на Леа Голдберг е сериозно травмиран психически. В крайна сметка, той напуска семейството си и града и заминава да се лекува, но така и никога повече не се връща и съдбата му остава неизвестна. Голдберг и майка ѝ остават да живеят сами и развиват силна връзка помежду си.
Родителите на Леа Голдберг са владеели няколко езика, макар че ивритът не бил сред тях. Леа обаче научава иврит още като малка, тъй като получава основното си образование в еврейското училище, на което се е говорил иврит. На десетгодишна възраст тя започва да води на иврит първите си дневници. В началото те демонстрират силното влияние на руския език, но Леа е решена да ги води да иврит и успява за кратък период от време да овладее езика. Въпреки че владее свободно различни европейски езици, публикуваните ѝ творби както и личните си бележки пише единствено на иврит.
Голдберг защитава докторска степен от университетите в Берлин и Бон в областта на семитските езици и немския. През 1935 година тя се установява в Тел Авив, където се присъединява към група еврейски поети-ционисти от източноевропейски произход, наименуваща се „Якдав“ (иврит: יחדיו‎ „заедно“). Групата, предвождата от Аврахам Шлонски, се придържа към течението на символизма, и по-специално руската му разновидност акмеизъм, отхвърляйки поетичния стил, традиционно разпространен сред по-старото поколение еврейски поети, в частност на Хаим Нахман Бялик.
Голдберг никога не сключва брак и остава да живее с майка си – в Тел Авив, а по-късно и в Йерусалим. Заклета пушачка, тя умира от рак на белите дробове през 1970 година.

## Литературна кариера
Голдберг работи като гимназиален учител и се издържа с писане на римувани реклами, докато не получава назначение като редактор на еврейските вестници „Давар“ и „Ал ХаМишмар“. Работи и като редактор на детски книги в издателство „Сифрият По'алим“, и пише театрална критика и колонка за литература. През 1954, започва да преподава литература в Еврейския университет в Йерусалим, като през 1957 година е повишена в старши преподавател, а през 1963 година – в пълен професор, когато е избрана и за ръководител на университетската катедра по сравнително литературознание.
Леа Голдберг пише поезия, драми и детска литература. Книгите ѝ за деца, сред които „Апартамент под наем“ („דירה להשכיר“) и „Вълшебства и чудеса“ („ניסים ונפלאות“), са се превърнали в класики на детската литература на иврит.
Владеейки седем езика до съвършенство, Голдберг също така е превела на модерен иврит множество литературни произведения от руски, литовски, немски, италиански, френски и английски. По-специално внимание заслужава нейният мащабен труд по превеждането на „Война и мир“ на Лев Толстой, както и преводи на творби на Райнер Мария Рилке, Томас Ман, Антон Чехов, Анна Ахматова, Уилям Шекспир и Петрарка, наред с много други творби като детски книги и справочна литература.
През 1946 година Леа Голдберг публикува своя първи роман, והוא האור (буквално „И той е светлина“). Романът има солидна автобиографична основа и резултат хвърля светлина и върху голяма част от останалото ѝ литературно творчество.
За разлика от много от останалите поети на нейното съвремие, Голдберг избягва да се ангажира пряко с политическа поезия и не сътрудничи на еврейските периодични издание, открито коментирайки злободневни теми.
През 1949 година Леа Голдебрг получава наградата „Рупин“ за тома „За цъфтенето“ („Al Haprikhá“), а през 1970 година е удостоена с Израелската награда за литература.
В нейна чест американския филолог-специалист по иврит Габриел Прейл пише поемата „Отстъствието на Леа“.
През 2011 година Голдберг е обявена за една от четиримата велики израелски поети, чиито образи да се появят на нова емисия банкноти. Останалите трима са Рахел Блувщейн, Шаул Черниховски и Натан Алтерман.